# Ron Rosenbaum
Ron Rosenbaum (geboren am 27. November 1946 in New York) ist ein amerikanischer Journalist.

## Leben und Werk
Rosenbaum studierte Englische Literatur an der Yale University und erlangte dort 1968 seinen Bachelorabschluss, sein Masterstudium brach er jedoch ab und begann daraufhin, als Journalist zu arbeiten. Rosenbaum gilt heute als einer der herausragenden Vertreter des so genannten New Journalism. Seine Artikel erschienen in den 1970er Jahren zunächst vor allem in der Village Voice, später veröffentlichte er unter anderem im Esquire, der The New York Times, dem New York Observer, Harper’s Magazine und zahlreichen anderen Magazinen. Seit 2007 schreibt er in unregelmäßigen Abständen die Kolumne The Spectator im Onlinemagazin slate. Daneben veröffentlichte er mehrere Sachbücher, hervorzuheben ist insbesondere sein 1998 erschienenes Werk Explaining Hitler, das die zahlreichen Versuche von Historikern, Biographen, Psychologen, Psychoanalytikern, Philosophen und Theologen thematisiert, die Entwicklung des Charakters und der Ideologie Adolf Hitlers zu erklären.
Themen, auf die Rosenbaum in seinen Artikeln immer wieder zu sprechen kommt, sind neben Adolf Hitler im Besonderen der Antisemitismus im Allgemeinen, die amerikanische Literatur der Nachkriegszeit (insbesondere J. D. Salinger, Saul Bellow und Vladimir Nabokov), der literaturkritische Diskurs um die Werke William Shakespeares, sowie das Attentat auf John F. Kennedy und die sich darum rankenden Verschwörungstheorien. Unerwartet rückte in jüngerer Zeit wieder sein 1971 im Esquire erschienener Artikel Secrets of the Little Blue Box ins Blickfeld der Öffentlichkeit, nachdem Steve Jobs, der Gründer von Apple, in einem Interview erklärt hatte, dass ihn die Lektüre dieses Artikels seinerzeit dazu bewogen hatte, sich eingehender mit Computern zu befassen.

## Werke
- Murder at Elaine’s (Roman, 1978)
- Rebirth of the Salesman: Tales of the Song & Dance 70's (1979)
- Manhattan Passions: True Tales of Power, Wealth, and Excess (1988)
- Travels with Doctor Death (1991)
- Explaining Hitler: The Search for the Origins of His Evil (1998)
- The Secret Parts of Fortune: Three Decades of Intense Investigations and Edgy Enthusiasms (2000)
- (Hrsg. mit Cynthia Ozick): Those Who Forget the Past: The Question of Anti-Semitism (2004)
- The Shakespeare Wars (2006)
- How the End Begins: The Road To a Nuclear World War III (2011)